# Swans Commentary
Swans Commentary est une revue  politique et littéraire online des États-Unis née en 1996; ses fondateurs sont Jan Baughman  et l’essayiste et commentateur politique Gilles d’Aymery, qui est aussi l’éditeur.

## Sujets et collaborateurs
Revue pacifiste contre la violence, elle s’occupe de thèmes politiques avec une orientation éditoriale progressiste, en condamnant la commercialisation du Web. L’intérêt pour les fondements de la politique est pour la plupart présent dans les articles de géopolitique mondiale, surtout sur Balkans, Irak, Palestine.
Le critique Charles Marowitz écrit sur Swans (collaborateur de Peter Brook), avec des autres significatifs collaborateurs (réguliers ou occasionnels): Michael Barker, Peter Byrne, Alison Phipps (de l’Université de Glasgow), Michael Neumann, Fabio De Propris, Guido Monte et l’essayiste Michael Parenti. Swans publie mensuellement aussi des articles en français, Le coin français, de Marie Rennard, avec Jean-Claude Seine, Francesca Saieva et Christian Cottard.